# Субпрефектура Кампу-Лимпу
Субпрефектура Кампу-Лимпу (порт. Subprefeitura do Campo Limpo) — одна из 31 субпрефектур города Сан-Паулу, находится в восточной части города. Общая площадь 36,7 км². Численность населения — 590 602 жителя.
В составе субпрефектуры Кампу-Лимпу 3 округа:
- Кампу-Лимпу (Campo Limpo)
- Капан-Редонду (Capão Redondo)
- Вила-Андради (Vila Andrade)